# بيرس بلاكبورو
كان بيرس بلاكبورو (بالإنجليزية: Perce Blackborow)‏ (1896-1949) بحارًا من ويلز سافر خلسة في بعثة إرنست شاكلتون الإمبراطورية المشؤومة العابرة للقارة القطبية في الفترة من 1914 إلى 1917.